# Trueflow
Trueflow é um programa da empresa Japonesa Screen para controlar fluxo de trabalho de CtP (computer-to-plate, em português direto-à-chapa) em um ambiente de impressão.
Trueflow é um software da empresa DAINIPPON SCREEN do Japão, que administra o fluxo de trabalho e a imposição de arquivos, usado no sistema CtP (computer to plate) que significa em português, do computador para a chapa. Os arquivos PostScript são ripados por ele e separados por cores na  escalas CMYK ou PANTONE, que são gravadas em um processo a laser, gerando assim as formas de impressão com uma maior qualidade nas imagens e rapidez no processo.